# Тайник ландышевидный
Neottia convallarioides  (лат.) — вид однодольных растений рода Гнездовка (Neottia) семейства Орхидные (Orchidaceae). Под текущим таксономическим именем описан в 1817 году французским ботаником Луи Клодом Ришаром.
В некоторых источниках до сих пор используется ставшее синонимичным название Listera convallarioides. Устаревшие русскоязычные названия — тайник ландышевидный, тайник ландышевый. Англоязычное название — «broadlipped twayblade».

## Распространение, описание
Распространён от Командорских островов (Камчатский край, Россия) (не отмечается в некоторых источниках) до Канады и западных и северо-восточных США. Произрастает на влажных участках, в смешанных лесах, у болот, на торфяных пустошах.
Гемикриптофит. Растение наземное, малого или среднего размера. Стебель несёт два опушённых, широких, яйцевидных листа. Соцветие со многими цветками; прицветник короткий. Цветёт весной и летом.

## Значение, численность
Выращивается как декоративное растение.
Внесён в Красную книгу Камчатского края.

## Синонимы
Синонимичные названия:
- Epipactis convallarioides Sw.basionym
- Listera convallarioides (Sw.) Nutt.
- Serapias convallarioides (Sw.) Steud.
- Diphryllum convallarioides (Sw.) Kuntze
- Ophrys convallarioides (Sw.) W.Wight ex House
- Bifolium convallarioides (Sw.) Nieuwl.
- Listera convallarioides subsp. euconvallarioides Beauverd